# Maro nearcticus
Maro nearcticus là một loài nhện trong họ Linyphiidae.
Loài này thuộc chi Maro. Maro nearcticus được miêu tả năm 2001 bởi Charles Denton Dondale & Buckle.